# Cowper Phipps Coles
El capitán Cowper Phipps Coles (1819 - 7 de septiembre de 1870) fue un oficial de la Marina Real Británica e inventor.
Se unió a la Marina Real a los once años de edad. Coles se distinguió durante la Guerra de Crimea en el asedio a Sebastopol. Fue durante esta acción donde él y otros oficiales navales británicos diseñaron y construyeron una balsa con una torreta blindada giratoria, la cual fue bautizada como Lady Nancy.
Una vez finalizada la guerra, Coles patentó el diseño de la torreta, que despertó gran interés por parte del Almirantazgo británico. Su torreta fue usada exitosamente en varios buques de la época tales como el HMS Prince Albert y el HMS Royal Soverign. 
Estos éxitos le permitieron a Coles convertirse en el diseñador principal del HMS Captain. Este nuevo buque contaría con bajo francobordo y dos torretas construidas según su diseño. Sin embargo, para asegurar la navegación oceánica el almirantazgo decidió agregar un extenso aparejo el cual elevó el centro de gravedad del buque haciéndolo peligrosamente inestable. Debido a esto el HMS Captain, con Coles a bordo, volcó y naufragó en una borrasca en el cabo Finisterre el 7 de septiembre de 1870. Coles y otros 482 tripulantes perdieron la vida en esta catástrofe.
- Datos: Q1138236
- Multimedia: Cowper Phipps Coles / Q1138236